# Stanko Banič
Stanko Banič, slovenski medicinski mikrobiolog, * 22. november 1913, Brezje pri Senušah (blizu Krškega), † 4. julij 2005, Ljubljana.

## Življenje in delo
Diplomiral je 1938 na beograjski Medicinski fakulteti in 1970 doktoriral na Medicinski fakulteti v Ljubljani. Strokovno se je izpopolnjeval v Københavnu in Washingtonu. V letih 1961−1983 je bil predstojnik Inštituta za mikrobiologijo, 1961–1977 predstojnik katedre za mikrobiologijo in od 1972 redni profesor na ljubljanski medicinski fakulteti. Napisal je učbenik Repetitorji mikrobiologije za študente stomatologije ter preko sto strokovnih in znanstvenih člankov. Bil je ustanovitelj in prvi predsednik Slovenskega imunološkega društva, predsednik Zveze društev imunologov Jugoslavije, načelnik medicinske sekcije terminološke komisije pri Slovenski akademiji znanosti in umetnosti. Opravil je pionirsko delo v razvoju slovenske medicinske mikrobiologije, terminologije, bakterijske genetike in vitaminologije.  Vitaminologija je manj znano raziskovalno področje Stanka Baniča. Zanimal se je predvsem za vitamin C. Sprva je raziskoval njegovo 
antibiotično delovanje na bacile, ki povzročajo oslovski kašelj. Za svoje delo je bil 1979 odlikovan z redom dela z zlatim vencem, 1982 pa je prejel Kidričevo nagrado. Leta 1994 mu je Slovensko mikrobiološko društvo podelilo Plenčičevo priznanje v zahvalo za delo na mikrobiološkem področju.